# 暗黑無線鰨
暗黑無線鰨（學名：Symphurus nigrescens）為輻鰭魚綱鰈形目鰨亞目舌鰨科的其中一種，為深海魚類，分布於東大西洋葡萄牙至安哥拉海域，包括地中海，棲息深度20-1140公尺，體長可達12公分，棲息在沙泥底質大陸棚、大陸坡底層水域，生活習性不明，可作為食用魚。

## 扩展阅读
維基物種上的相關：暗黑無線鰨